# Ohio (New York)
Ohio è un comune degli Stati Uniti d'America, situato nello stato di New York, nella contea di Herkimer.